# 今治里山スタジアム
今治里山スタジアム（いまばりさとやまスタジアム、英: IMABARI SATOYAMA STADIUM）は、愛媛県今治市（今治新都市第一地区）のスポーツパーク（高橋ふれあいの丘）内にあるサッカー専用スタジアム。日本プロサッカーリーグ（Jリーグ）・FC今治の運営を担う株式会社今治. 夢スポーツの子会社である株式会社今治. 夢ビレッジが資金調達を行って整備した「民設民営」のサッカースタジアムで、所有および管理・運営も同社が行っている。
兵庫県神戸市中央区に本社を置く運動用品メーカーで、FC今治のサプライヤーでもあるアシックスが命名権を取得し、2024年5月1日より「アシックス里山スタジアム」（アシックスさとやまスタジアム、略称「アシさと」）の呼称を用いている（詳細は後述）。

## 建設の経緯
FC今治は2016年に完成したありがとうサービス. 夢スタジアムをホームスタジアムとしてきたが、FC今治のオーナーである岡田武史はクラブライセンス基準を満たす諸施設（放送ブースやドーピングルームなど）の整備の必要性からありがとうサービス. 夢スタジアムの増築は難しいと考えており、2023年を目処に、スポーツパークの空き地に別途1万5,000人収容の新たなサッカー専用スタジアムを作る計画を示唆。新スタジアムについては2019年11月15日に今治市議会スポーツ振興特別委員会において、今治.夢スポーツが全額出資した「今治.夢ビレッジ」が建設主体となって、スポーツパーク内の市有地57,373平方メートルに、J1スタジアム基準を満たす1万5000人規模のスタジアムを建設する案が示された。ありがとうサービス. 夢スタジアム同様、用地は市が有期で貸与する予定で、2020年10月の着工、2022年1月の完成を目指すという計画だったが、新型コロナウィルスの影響で着工が遅れ、2021年10月着工、2023年初め頃の完成予定と当初予定から1年ほど遅れて工事が行われることになった。
2021年1月31日の2021シーズン方針発表会において、里山をコンセプトとして、試合日以外も人が集まれる街のシンボルとしての位置づけを与えるものとした「里山スタジアムプロジェクト」と称する新スタジアムの建設計画の詳細が明らかにした。設計は梓設計、施工はりんかい日産建設と四国通建が担当し、2021年10月26日に地鎮祭を行って工事に着手した。
総事業費は約40億円。2021年11月30日に40社・者を引受先とする総額13.1億円の第三者割当増資を実施した他、伊予銀行・愛媛信用金庫共同アレンジによるサステナビリティ・リンク・ローン、愛媛銀行・日本政策金融公庫からの借入、ふるさと納税制度を活用した寄附などで総額を調達した。
2021年度の今治のクラブライセンスについてはこの計画に基づいて「施設基準の例外規定（5年以内のスタジアムの新設）」適用申請が認められており、J2ライセンスの判定となったが、条件として「2021年シーズン開幕までにありがとうサービス. 夢スタジアムに試合開催可能な照明設備を設置すること」が付されている。なお、成績要件でJ2昇格が果たせない場合は照明設備改修工事を取りやめとなり、その場合はJ2ライセンス効力が失われることが明言されている（実際2020年度は7位で終了しJ2昇格の案件を満たさず、「（J2ライセンス）解除条件」を充足したものとしてJ3ライセンスへの降格となっている）。2022年度の今治のクラブライセンスについても同様の取り扱いとなっている。
2023年1月20日に、新しいスタジアムの名称を『今治里山スタジアム』とすることを明らかにした。
2023年1月29日にオープニングセレモニーが行われた。なお、FC今治社長の矢野将文によれば「親会社を持たないサッカー会社がこの規模で「民設民営」で建設・運営するのは日本初」だという。なお、完成後はありがとうサービス. 夢スタジアムをクラブの練習場に転用する計画としている。

## スタジアム概要

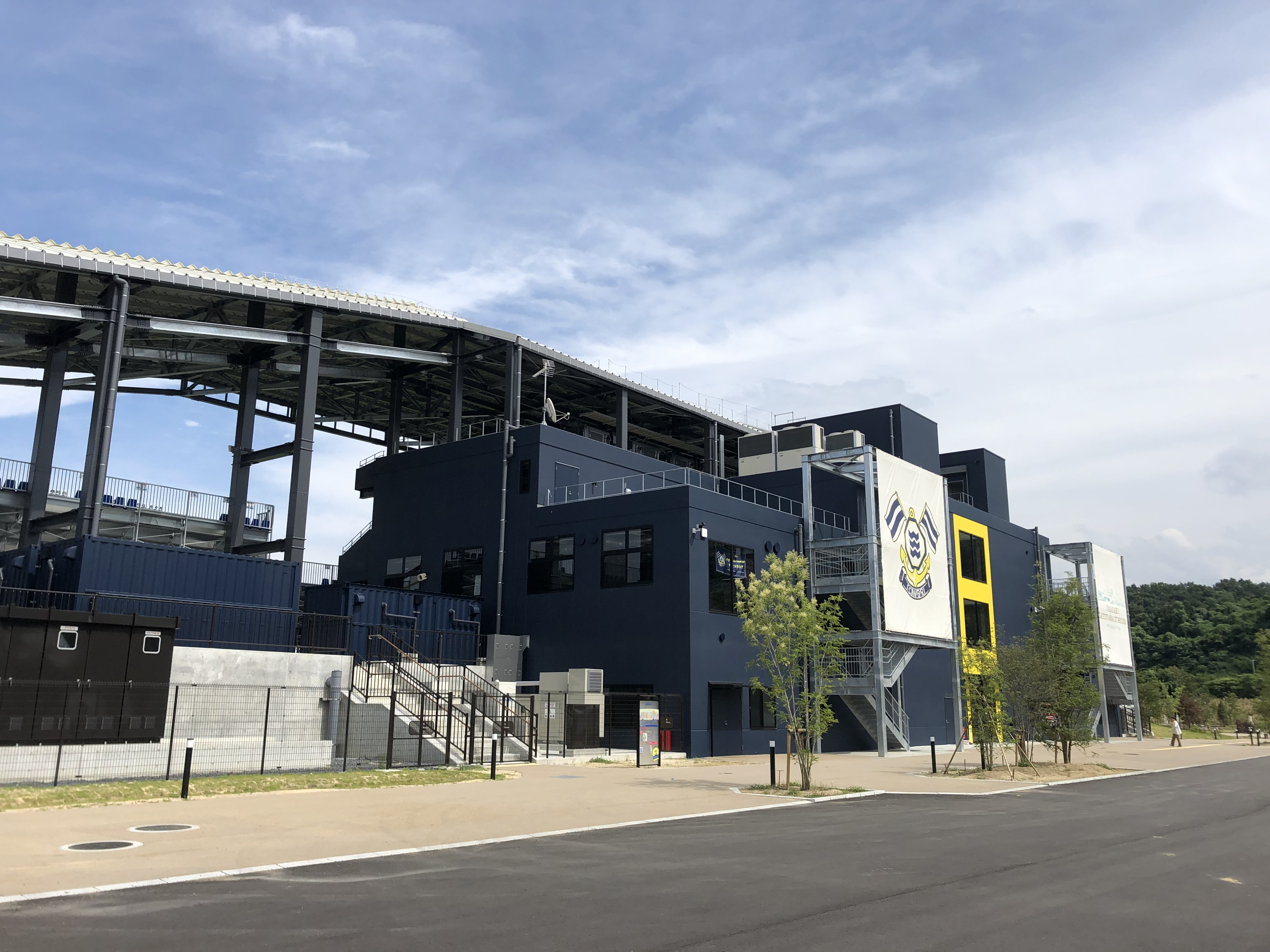
今治里山スタジアム外観
（クラブハウス側）

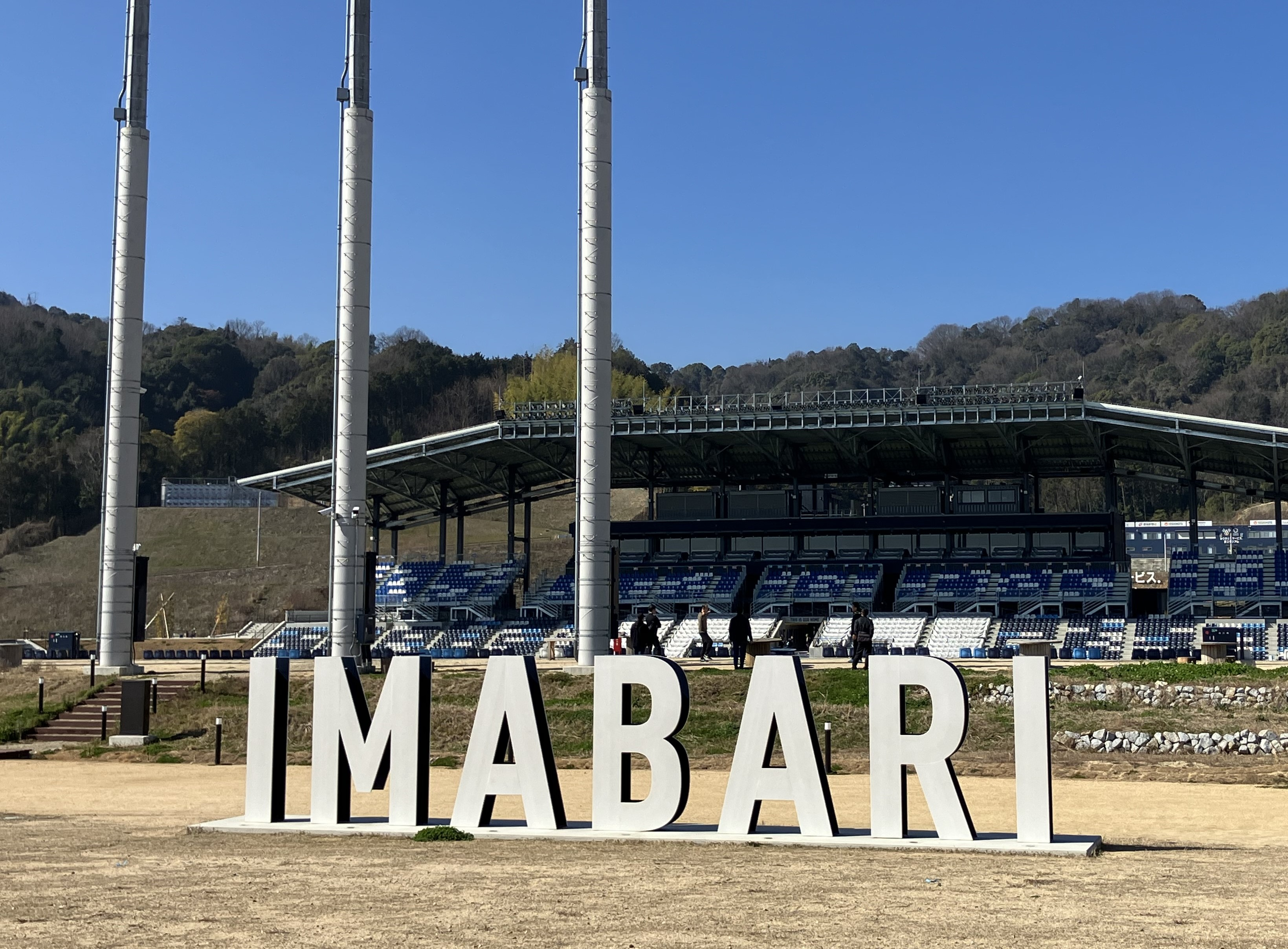
スタジアムに設置されている「IMABARIモニュメント」

村上水軍にちなんだ「海賊船」のコンセプトを持つスタジアムは、開場時点で収容人数を「ありがとうサービス. 夢スタジアム」よりも1千席多い6千席（Jリーグへの届出収容数5,316人）としているが、将来のJ1への昇格を想定して、スタジアムの躯体を拡張性・更新性を考慮した構造として、最大で1万5千席まで増築することが可能としている。
メインスタンドはS造4階建てで、1階は「DECK」と名付けられた1層式の個別席を備えたスタンド。スタンド上部（2階）はラウンジ席で、試合日は特定のチケット購入者に限定して、軽食などを提供するサービスも行うほか、クラブオフィスが設けられた「ブリッジ」や記者会見に対応した「ログルーム」がある。その上部（3階）は「スイートルーム」で、試合日は年間指定席を購入した企業・団体や個人が利用でき、料理やドリンクが提供されるほか、特別席が各部屋につき15席完備される。各部屋とも22平方メートルの広さとなり、試合観戦のみならず、テレワークや打ち合わせに利用が想定されている。4階はコンテナを改装して作った「アウトサイドキャビン」で、通常はテレビ・ラジオ中継ブースや、クラブの会議室に使用される業務エリアとして使用される。
メインスタンド下部（1階）のロッカールームは照明の明るさを4段階で調整することができる機能が設けられていて、「選手がリラックスして」試合に臨むことができるよう選手に対して配慮をしているという。
バックスタンド・両サイドスタンドも個別席だが屋根は設置されていない。照明装置はバックスタンド後方に6基の照明塔とメインスタンド屋根先端に設置されている。

## 周辺施設
365日賑わう「里山」の形成を目指し、スタジアム周辺はスタジアム本体（「海賊船」ゾーン）を含め大きく5つのゾーン（街区）それぞれのテーマに沿った設計になっている。
- 里山シャルダン - カフェや障碍者の就労支援施設など
- 里山プラザ - コンサートなどにも利用できるキャンプにも利用できる交流施設
- 里山プロムナード - 練習グラウンドのほか、サポーターの名前を刻印したプレートを展示
- 里山スクエア - ドッグランなどペットとのふれあい施設や、試合当日はキッチンカー・屋台などの飲食物や物販スペースを設置

## 命名権
2024年3月28日、FC今治の運営会社である株式会社今治．夢スポーツと、FC今治のサプライヤーでもある運動用品メーカーのアシックスとの間で命名権契約が締結され、期間中のスタジアムの正式名称を『アシックス里山スタジアム』とすることが発表された。その後、2024年4月23日付けで、スタジアムの略称を『アシさと』とすること、命名権契約の期間が2024年5月1日から2029年1月31日までの4年9か月となることが明らかにされた。なお、契約額については公表されていない。

## アクセス
今治市街地からは約5 km南西に位置している。
- JR予讃線 今治駅及び今治港（今治桟橋）よりせとうちバス「イオンモール今治新都市」シャトルまたは同方面のバスでイオンモール今治新都市下車、徒歩10分
- JR予讃線 今治駅よりタクシー15分
- 西瀬戸自動車道 今治ICより5分
- 松山自動車道 今治湯ノ浦ICより25分